# Do Band
Do Band (persiska: دو بند) är en ort i Iran.   Den ligger i provinsen Khuzestan, i den centrala delen av landet, 500 km söder om huvudstaden Teheran. Do Band ligger 1 553 meter över havet och antalet invånare är 208.
Terrängen runt Do Band är bergig österut, men västerut är den kuperad. Runt Do Band är det ganska glesbefolkat, med 47 invånare per kvadratkilometer. Närmaste större samhälle är Şeydūn, 7,8 km väster om Do Band. Omgivningarna runt Do Band är i huvudsak ett öppet busklandskap.